# James F. Epes

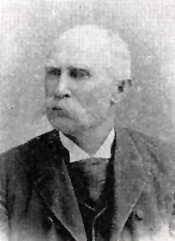
James F. Epes

James Fletcher Epes (* 23. Mai 1842 nahe Blackstone, Nottoway County, Virginia; † 24. August 1910 ebenda) war ein US-amerikanischer Rechtsanwalt und Politiker (Demokratische Partei). Er war ein Cousin von Sydney Parham Epes und William Bacon Oliver, beides Kongressabgeordnete.

## Werdegang
James Fletcher Epes besuchte Privatschulen und die University of Virginia in Charlottesville. Während des Bürgerkrieges diente er in der Konföderiertenarmee in der Kompanie E, 3. Virginia Kavallerie. Nach dem Krieg graduierte er 1867 an dem Law Department der Washington and Lee University in Lexington (Virginia). Seine Zulassung als Anwalt bekam er im gleichen Jahr und fing dann in Nottoway Court House (Virginia) an zu praktizieren. Ferner ging er landwirtschaftlichen Tätigkeiten nach. Dann war er zwischen 1870 und 1883 als Staatsanwalt im Nottoway County tätig.
Epes wurde in den 52. US-Kongress gewählt und in den nachfolgenden 53. US-Kongress wiedergewählt. Er war im US-Repräsentantenhaus vom 4. März 1891 bis zum 3. März 1895 tätig. Epes entschied sich 1894 gegen eine Kandidatur für den 54. US-Kongress. Nach Ablauf seiner Amtszeit kehrte er auf seine Plantage (The Old Place) nahe Blackstone (Virginia) zurück, wo er bis zu seinem Tod 1910 lebte. Er wurde auf dem Lake View Cemetery beigesetzt.